# Their Law: The Singles 1990–2005
Their Law: The Singles 1990–2005 är ett samlingsalbum från 2005 av technogruppen The Prodigy. Den samlar gruppens alla singlar fram till 2005.
Albumet gick upp på första plats på UK Albums Chart den 23 oktober.

## Albumversioner
Det finns fyra versioner av albumet:
- en CD-skiva med 15 låtar,
- två CD-skivor med 15 + 16 låtar, med ett 52-sidors häfte med bilder och två sidor biografi,
- en DVD-skiva med tio låtar från en livespelning i Brixton Academy den 20 december 1997, 15 promotionvideor och 8 bonusvideor med bland annat "bakom kulisserna"-material,
- en utgåva i enbart 2 000 exemplar med båda CD-skivorna och DVD:n.

## Låtlista

### CD 1
1. Firestarter (Original Mix) (4.42)
2. Their Law (05 Edit) (5.36)
3. Breathe (Original Mix) (5.36)
4. Out of Space (Original Mix) (5.02)
5. Smack My Bitch Up (Original Mix) (5.43)
6. Poison (95 EQ) (4.01)
7. Girls (Original Mix) (4.12)
8. Voodoo People (05 Edit) (3.40)
9. Charly (Alley Cat Remix) (5.22)
10. No Good (Start the Dance) (Original Mix) (6.19)
11. Spitfire (05 Version) (3.26)
12. Jericho (Original Mix) (3.46)
13. Everybody in the Place (Fairground Remix) (5.09)
14. One Love (Original Mix) (5.25)
15. Hotride (Original Mix) (4.32)

### CD 2
1. Razor (Original Mix) (4.00)
2. Back 2 Skool (Original Mix) (5.02)
3. Voodoo People (Pendulum Remix) (5.07)
4. Under My Wheels (Remix) (3.14)
5. No Man Army (Edit) (4.10)
6. Molotov Bitch (Original Mix) (4.54)
7. Voodoo Beats (Original Mix) (3.54)
8. Out Of Space (Audio Bullys Remix) (4.56)
9. The Way It Is (Live Remix) (4.16)
10. We Are The Ruffest (Original Mix) (5.18)
11. Your Love (Original Mix) (6.02)
12. Spitfire (Live) (4.11)
13. Their Law (Live) (5.31)
14. Breathe (Live) (6.39)
15. Serial Thrilla (Live) (5.15)
16. Firestarter (Live) (5.21)

### DVD
Live at Brixton Academy 20th December 1997
1. Smack My Bitch Up (6.24)
2. Voodoo People (2.40)
3. Voodoo Beats (4.04)
4. Their Law (5.15)
5. Funky Shit (4.58)
6. Breathe (5.56)
7. Serial Thrilla (5.38)
8. Mindfields (5.35)
9. Fuel My Fire (3.25)
10. Firestarter (5.30)

Musikvideor
1. Firestarter (3.47)
2. Poison (4.00)
3. No Good (Start the Dance) (3.57)
4. Breathe (3.58)
5. Out Of Space (3.42)
6. Smack My Bitch Up (4.35)
7. Charly (3.38)
8. Spitfire (3.24)
9. Voodoo People (5.08)
10. Girls (3.49)
11. Everybody In The Place (3.50)
12. Baby's Got a Temper (4.25)
13. Wind It Up (Rewound) (3.29)
14. One Love (3.55)
15. Voodoo People (Pendulum Remix) (3.15)

Övrigt
1. Spitfire (Live at Pinkpop 2005) (3.53)
2. Their Law (Live at Red Square 1997) (5.11)
3. Break And Enter (Live at Glastonbury 1995) (6.04)
4. Always Outnumbered Never Outgunned (Demo Mix) (2.17)

Bakom kulisserna
1. Firestarter (11.01)
2. Voodoo People (2.44)
3. Out Of Space (2.47)
4. Poison (6.37)